# Snigelkoua
Snigelkoua (Coua delalandei) är en utdöd fågel i familjen gökar inom ordningen gökfåglar.

## Utbredning och status
Fågeln förekom tidigare på Madagaskar men är försvunnen, senast rapporterad 1834. IUCN kategoriserar arten som utdöd.

## Namn
Fågelns vetenskapliga artnamn hedrar Pierre Antoine Delalande (1787-1823), fransk naturforskare, upptäcktsresande och samlare av specimen i bland annat tropiska Afrika 1818-1822.

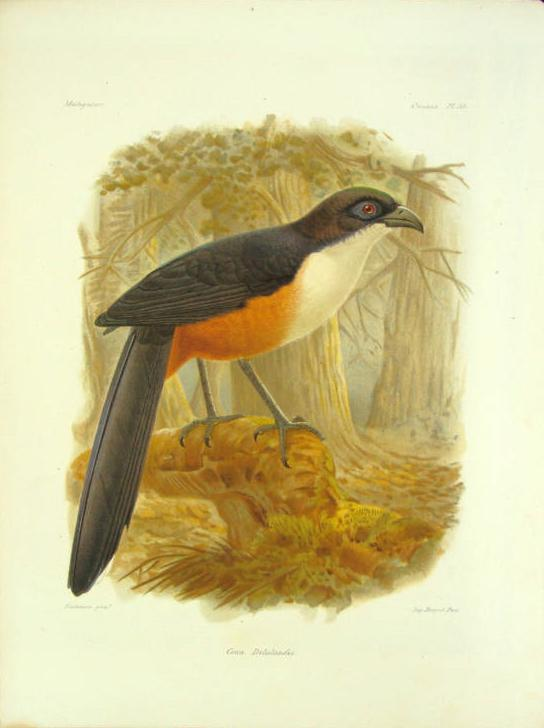